# 太平桥镇 (红安县)
太平桥镇，是中华人民共和国湖北省黄冈市红安县下辖的一个乡镇级行政单位。

## 行政区划
太平桥镇下辖以下地区：
毛岗岭村、平安栈村、马家井村、张长冲村、姚八斗村、余家咀村、谢家寨村、雨淋山村、回龙寨村、芦家山村、戴长塘村、张应龙村、太平桥村、紫潭河村、火镰山村、冻心桥村、龙王山村、新桥村、高峰山村和社区。